# Вилерозе (Ријети)
Вилерозе је насеље у Италији у округу Ријети, региону Лацио.
Према процени из 2011. у насељу је живело 100 становника. Насеље се налази на надморској висини од 705 м.